# Montejos del Camino
Montejos del Camino es una localidad española, perteneciente al municipio de Valverde de la Virgen, en la provincia de León y la comarca de Tierra de León, en la Comunidad Autónoma de Castilla y León.
Situado entre el arroyo del Truévano y el arroyo de la Oncina, afluentes del río Esla.
Los terrenos de Montejos del Camino limitan con los de la Base Militar Conde de Gazola al norte, Ferral del Bernesga y San Andrés del Rabanedo al noreste, el Aeródromo Militar de León y La Virgen del Camino al este, Valverde de la Virgen al sur, San Miguel del Camino y Velilla de la Reina al suroeste, Villanueva de Carrizo al oeste y Cimanes del Tejar, Azadón y Secarejo al noroeste.
Perteneció a la antigua Hermandad de Valdoncina.